# Jeanne Le Royer
Jeanne Le Royer, Soeur de la Nativité, född 1731, död 1798, var en fransk memoarskrivare. Le Royer är känd för sina memoarer som beskriver hennes liv under franska revolutionen.
Jeanne Le Royer var nunna i ett kloster på landsbygden. Hennes memoarer dikterades som en självbiografi för prästen Abbé Genet och utgavs 1817. Den har beskrivits som en andlig självbiografi över hennes "liv och uppenbarelser". Det är en av få memoarer skrivna av nunnor som skildrar franska revolutionen. Medan 55 revolutionsmemoarer av präster är kända, har endast fyra av nunnor identifierats: Jeanne Le Royers, Soeur Besnards, Theotiste Valombrays (som möjligen inte var skriven av henne) och Gabrielle Gauchats.